# Kühnsdorf
Kühnsdorf (slowenisch Sinča vas) ist ein Dorf und eine Katastralgemeinde in der Gemeinde Eberndorf im Bezirk Völkermarkt in Kärnten (Österreich). Die Ortschaft hat 1544 Einwohner (Stand 2024), von denen laut Volkszählung 2001 etwa 10 Prozent der Volksgruppe der Kärntner Slowenen angehören.

## Geografie
Der Ort liegt 3,5 Kilometer nördlich von Eberndorf an der Straße nach Völkermarkt.

## Geschichte
Der Ort wurde 1267/68 im Urbar von Rechberg erstmals urkundlich erwähnt.
Ebenfalls im 13. Jahrhundert erwähnt wurde die Filialkirche St. Marxen der römisch-katholischen Kirche, Diözese Gurk. 1990 wurde laut Pfarrer Johann Skuk die Turmfassade saniert und 1999 der Innenraum restauriert. Wenige Tage vor dem für Sonntag, den 23. Juli 2023 geplanten Anna-Kirtag brachte ein böiger Sturm das spitze, dunkelgrau gedeckte Turmdach samt zwei der vier Giebelwände zum Absturz.

## Kultur und Sehenswürdigkeiten
- Katholische Pfarrkirche Kühnsdorf hl. Ägidius: Der im Kern vermutlich romanische, später gotifizierte Kirchenbau hat einen polygonalen einjochigen Chor mit Fünfachtelschluss. Die Kirche, deren älteste urkundliche Nennung aus dem Jahr 1784 stammt, hat im Westen eine hölzerne Vorlaube und einen Dachreiter. An der südlichen Außenwand ist ein Christophorus-Fresko (bezeichnet mit Skuk. 1885) angebracht.[2]

## Wirtschaft und Infrastruktur

### Eisenbahn
Mit dem Bau der Koralmbahn veränderte sich die Eisenbahninfrastruktur vor Ort nachhaltig: 
- Die Trasse der Drautalbahn mit dem Bahnhof Völkermarkt-Kühnsdorf verlief bis Ende 2023 durch den Ort.[4]
- Etwa 150 Meter nördlich von Kühnsdorf quert die neue Trasse der Koralmbahn, hier errichtet von 2019 bis 2021, mit einer Unterflurtrasse und einer Brücke über die Seebergstraße B82 und den Seebergbach.
- Der neue Bahnhof „Kühnsdorf Klopeiner See“ ging mit Eröffnung der Koralmbahn auf Kärntner Seite Ende 2023 in Betrieb. Dieser befindet sich nun nordwestlich außerhalb des Ortskernes, etwa 700 Meter Luftweg zum alten Bahnhof im Ort.[5]
- Trotz der Unterstützung des Landes Kärnten die Bahnsteige um 100 Meter zu verlängern, was für einen Stopp von hochrangigem Fernverkehr notwendig wäre, wurde dies von der Verkehrsministerin Leonore Gewessler abgewiesen, da die zukünftigen Stopps von Fernverkehrszügen der Südstrecke ab Ende 2025 bereits fixiert sind. Reisende müssten somit in St. Paul im Lavanttal (wenn von Graz kommend) oder in Klagenfurt (wenn von Villach kommend) in Nahverkehrszüge umsteigen, um die Ferienregion zu erreichen.[6]
- Der neue, von Wetschko Architekten entworfene, Bahnhof ist barrierefrei.[7] Es gibt an beiden Zugängen gebührenfreie Parkplätze sowie auf der Nordseite eine Bushaltestation, über welche man unter anderem Kühnsdorf Ort, Völkermarkt und den Klopeiner See erreichen kann.
- Der alte Güterverladebahnhof der Drautalbahn wird modernisiert und mit einem Gleisbogen an die neue Trasse angeschlossen.[8]

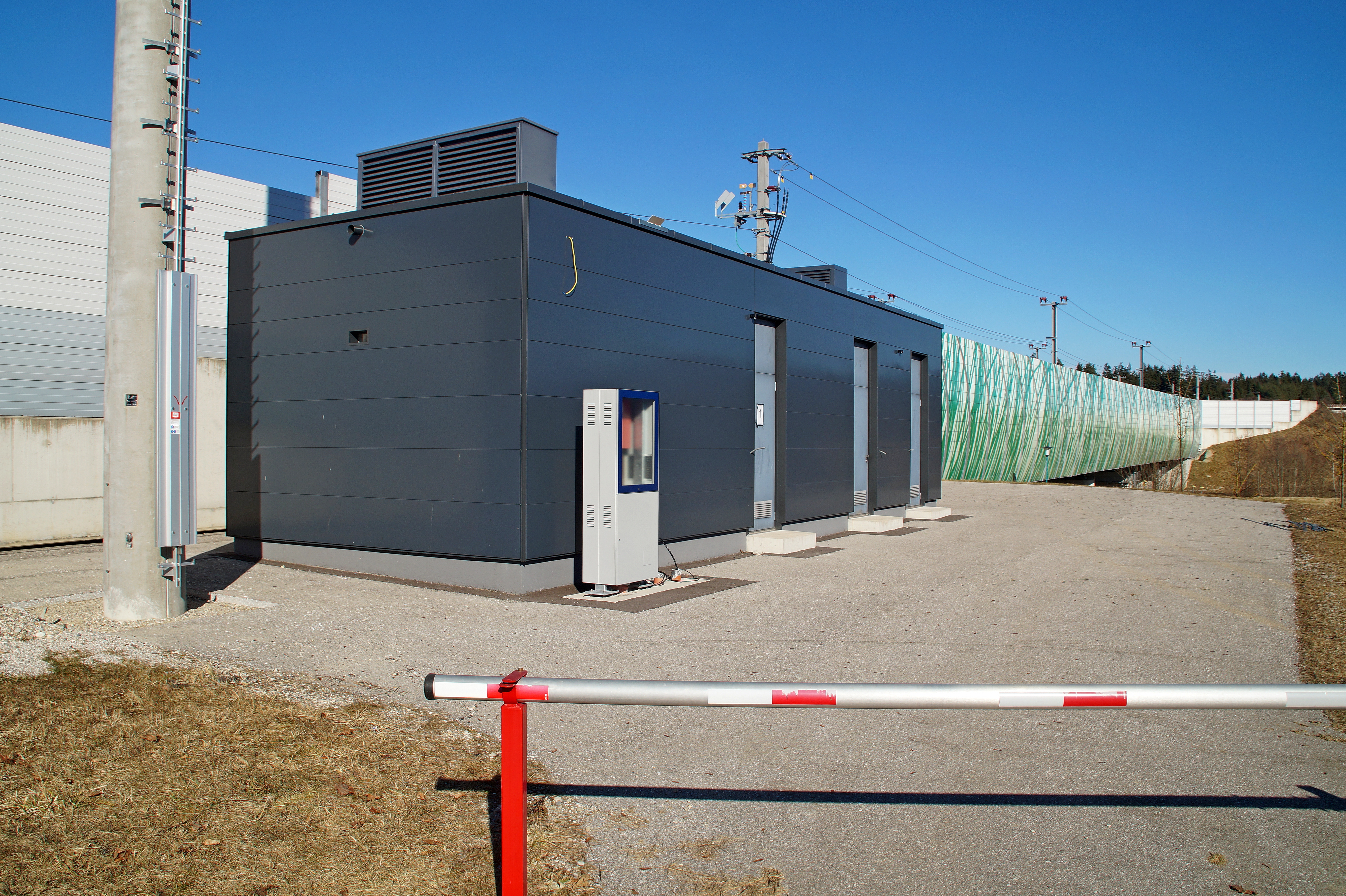
Brücke der Koralmbahn bei Kühnsdorf

### Vereine
- Volksliederchor Kühnsdorf
- Tennisclub Kühnsdorf (TCK)
- Sport Klub Kühnsdorf (SKK)
- DC Lerchenfeld (DCL)